# Spezifische Produktbildungsrate
Die spezifische Produktbildungsrate – Symbol kP (Dimension h−1) – ist eine Kennzahl zur Beschreibung von Fermentationsprozessen. Sie beschreibt die Produktbildung pro Zeiteinheit, bezogen auf die Masseeinheit der produktbildenden Biomasse x:
Die spezifische Produktbildungsrate ist abhängig von exogenen und endogenen Einflüssen, wie Temperatur, pH-Wert, Substratkonzentration, der Regulation des Stoffwechsels etc.